# United States Supreme Court Building
Das Supreme Court Building ist der Sitz des Obersten Gerichtshofs der Vereinigten Staaten und befindet sich in Washington, D.C. an der 1 First Street, NE, einen Block östlich des Kapitols. Das Gebäude gehört zum Zuständigkeitsbereich des Architect of the Capitol. Im Jahr 1987 wurde das Supreme Court Building zu einem National Historic Landmark ernannt.

## Geschichte
Bevor Washington, D.C. als Hauptstadt gegründet wurde, residierte die Regierung der Vereinigten Staaten für kurze Zeit in New York City, New York. Dort tagte der Oberste Gerichtshof im Merchants’ Exchange Building. Als Philadelphia 1790 Hauptstadt wurde, zog der Gerichtshof dort zunächst in die Independence Hall und wenig später (1791) in die Old City Hall.

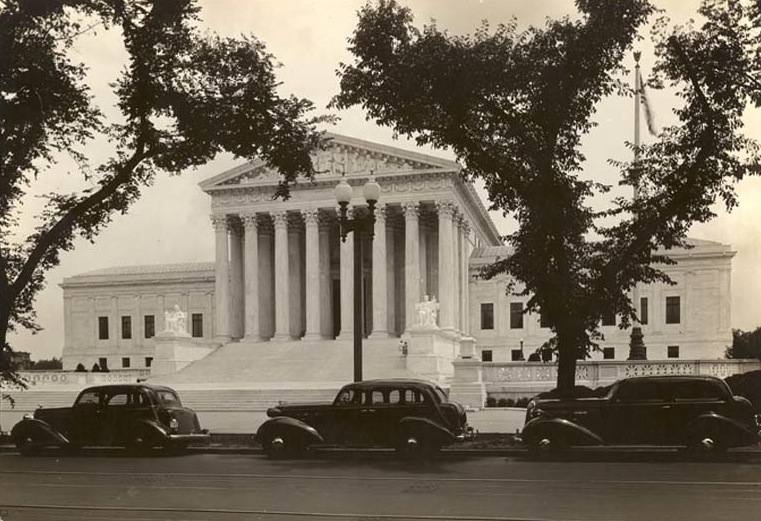
Supreme Court Building, circa 1935

Nachdem die Regierung der Vereinigten Staaten sich in Washington niedergelassen hatte, tagte das Gericht dort ab dem Jahr 1800 in einem kleinen Kellerraum im United States Capitol. Hier blieb es bis 1935, mit Ausnahme des Zeitraums von 1812 bis 1819, als der Gerichtshof infolge der britischen Invasion und der Zerstörung des Kapitols im Britisch-Amerikanischen Krieg Washington, D.C. verlassen musste.
Im Jahr 1810 bezog der Oberste Gerichtshof erstmals das Old Supreme Court Chamber im Kapitol. Nach der Vergrößerung des Senats wurden dessen Räumlichkeiten nach und nach zu klein. 1860 zog der Gerichtshof dann um in das Old Senate Chamber, wie der Saal nun genannt wurde. Hier blieb er bis zu seinem Umzug in das heutige Gebäude. Im Jahr 1929 argumentierte Chief Justice William Howard Taft erfolgreich für eine räumliche Trennung von Kongress und Oberstem Gerichtshof, da dieser ein unabhängiger Zweig der Regierung ist.
Seit dem 4. Mai 1987 ist das United States Supreme Court Building ein National Historic Landmark.

## Tempel der Gerechtigkeit

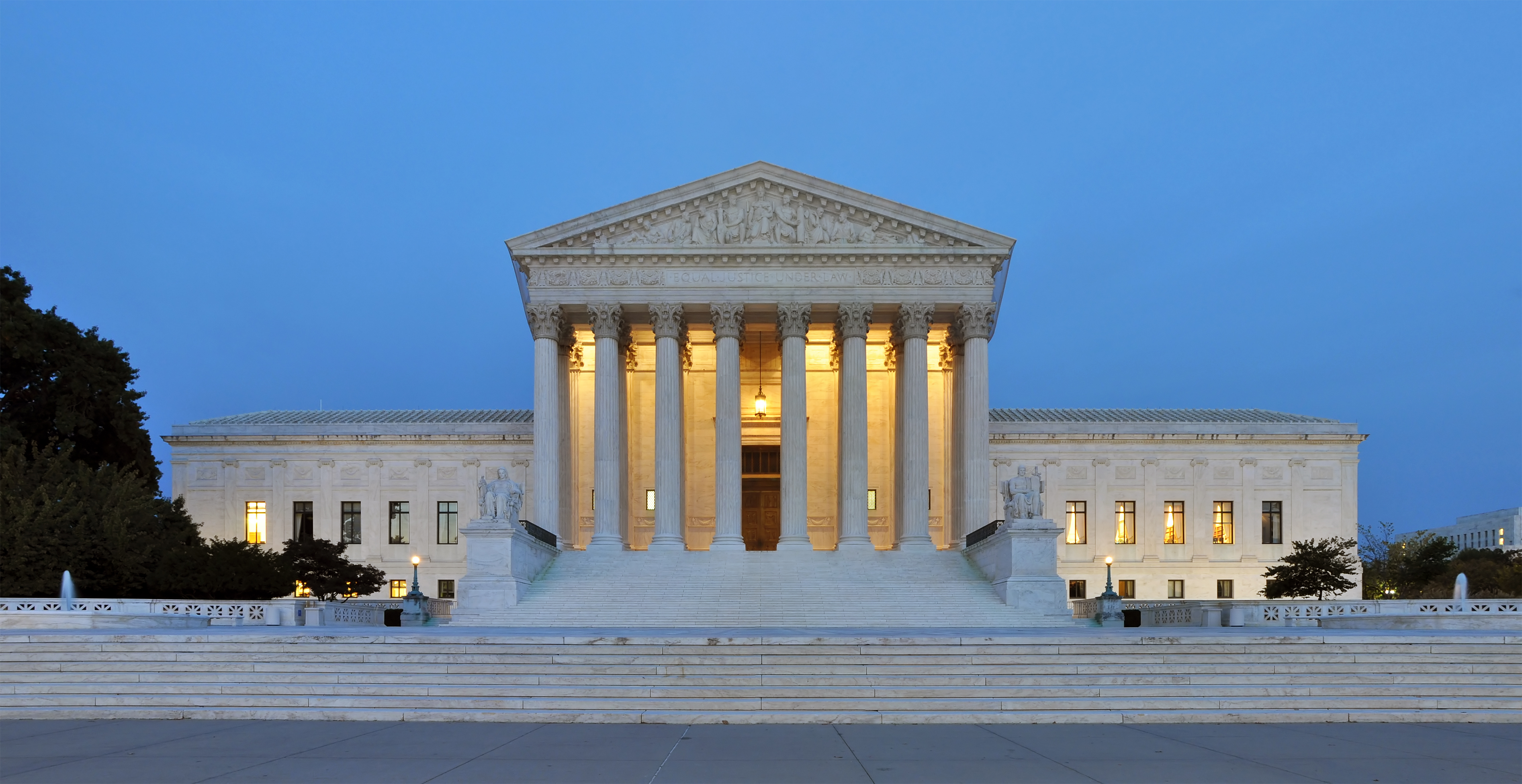
Gesamte Westfassade des Gebäudes

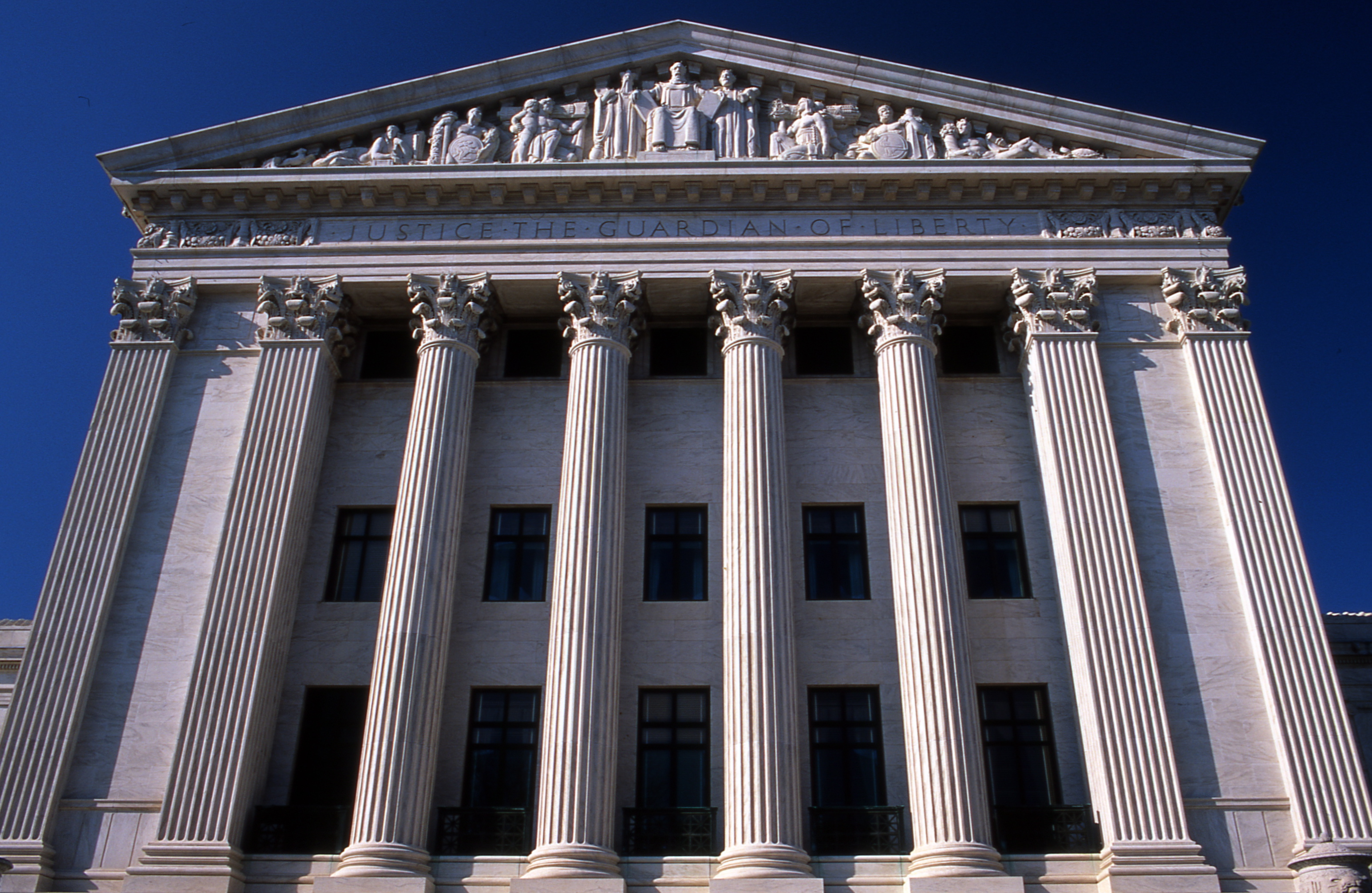
Justice the Guardian of Liberty an der Ostfassade

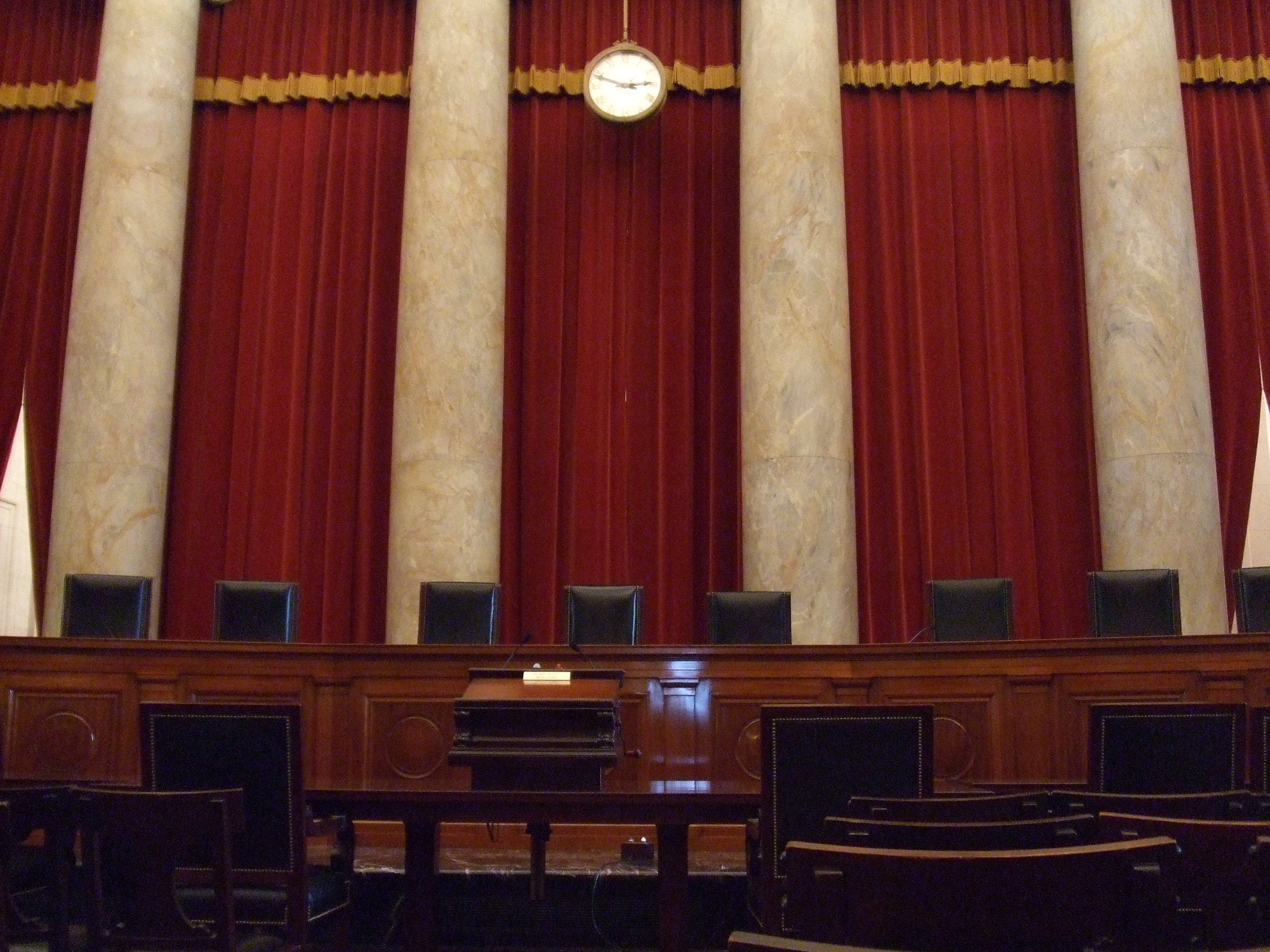
Innenansicht des Gerichtssaales des Obersten Gerichtshofes

Das Supreme Court Building wurde vom Architekten Cass Gilbert entworfen. Es ist 28 Meter hoch und hat 5 Stockwerke über dem Erdboden. Der Grundstein wurde am 13. Oktober 1932 gelegt und der Bau 1935 fertiggestellt. Die Baukosten betrugen 9,74 Millionen Dollar und lagen damit 94.000 Dollar unter dem Budget.
Die Außenfassade des Gebäudes besteht aus Marmor, der in Vermont abgebaut wurde, die nichtöffentlichen Innenhöfe bestehen aus Georgia-Marmor. Die meisten Innenräume sind mit Alabama-Marmor ausgekleidet, mit Ausnahme des Gerichtssaales, in dem spanischer Marmor verarbeitet worden ist. Für die 24 Säulen des Gerichtssaales kam für Gilbert nur der Marmor aus den Montarrenti-Steinbrüchen in der Nähe von Siena, Italien, in Frage. Deshalb bat er im Mai 1933 den italienischen Ministerpräsidenten Benito Mussolini um Hilfe, damit der Marmor auch in der Qualität, die als offizielles Muster vorgelegt worden war, geliefert würde.
Nicht alle Richter waren von den neuen Räumlichkeiten begeistert, besonders vom Gerichtssaal; sie hielten sie für viel zu pompös und unangemessen.
Die Westfassade des Gebäudes, die Vorderseite des Gerichts gegenüber dem Kapitol, trägt den Schriftzug „Equal Justice Under Law“, während an der Rückseite der Spruch „Justice the Guardian of Liberty“ zu lesen ist.
Das Supreme Court Building beinhaltet:
- Im Kellergeschoss: Wartungsanlagen, Garage, Poststelle.
- Im Erdgeschoss: Informationsbüro, Geschäftsstelle, Pressestelle, Ausstellungshallen, Cafeteria, Souvenirladen und Verwaltungsbüros.
- In der ersten Etage: Große Halle, Konferenzsaal, Richterbüros
- In der zweiten Etage: Das Büro des Reporter der Entscheidungen des Obersten Gerichtshofs der Vereinigten Staaten, die Anwaltskanzlei und die Büros der Justizbeamten. Außerdem befinden sich die Speise- und Leseräume der Richter in dieser Etage.
- In der dritten Etage: die Gerichtsbibliothek
- In der vierten Etage: Turnhalle, inklusive Basketballfeld mit dem Spitznamen Highest Court in the Land[6][7]

Darüber hinaus befindet sich im Gebäude die Supreme Court Police. Diese Dienststelle ist unabhängig von der Capitol Police und wurde 1935 zum Schutz des Gebäudes und dessen Personal gegründet.

## Künstlerische Ausstattung

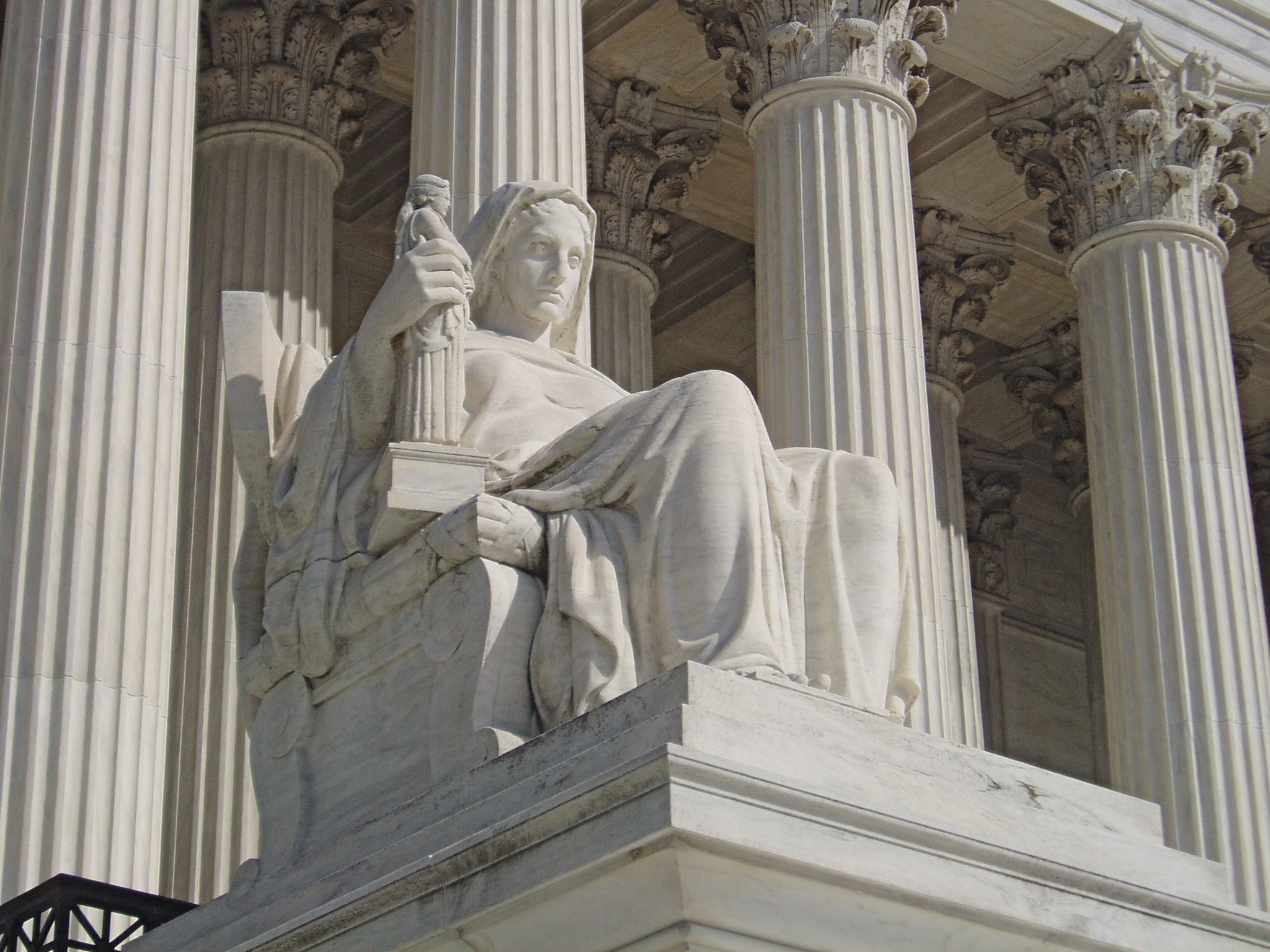
Contemplation of Justice

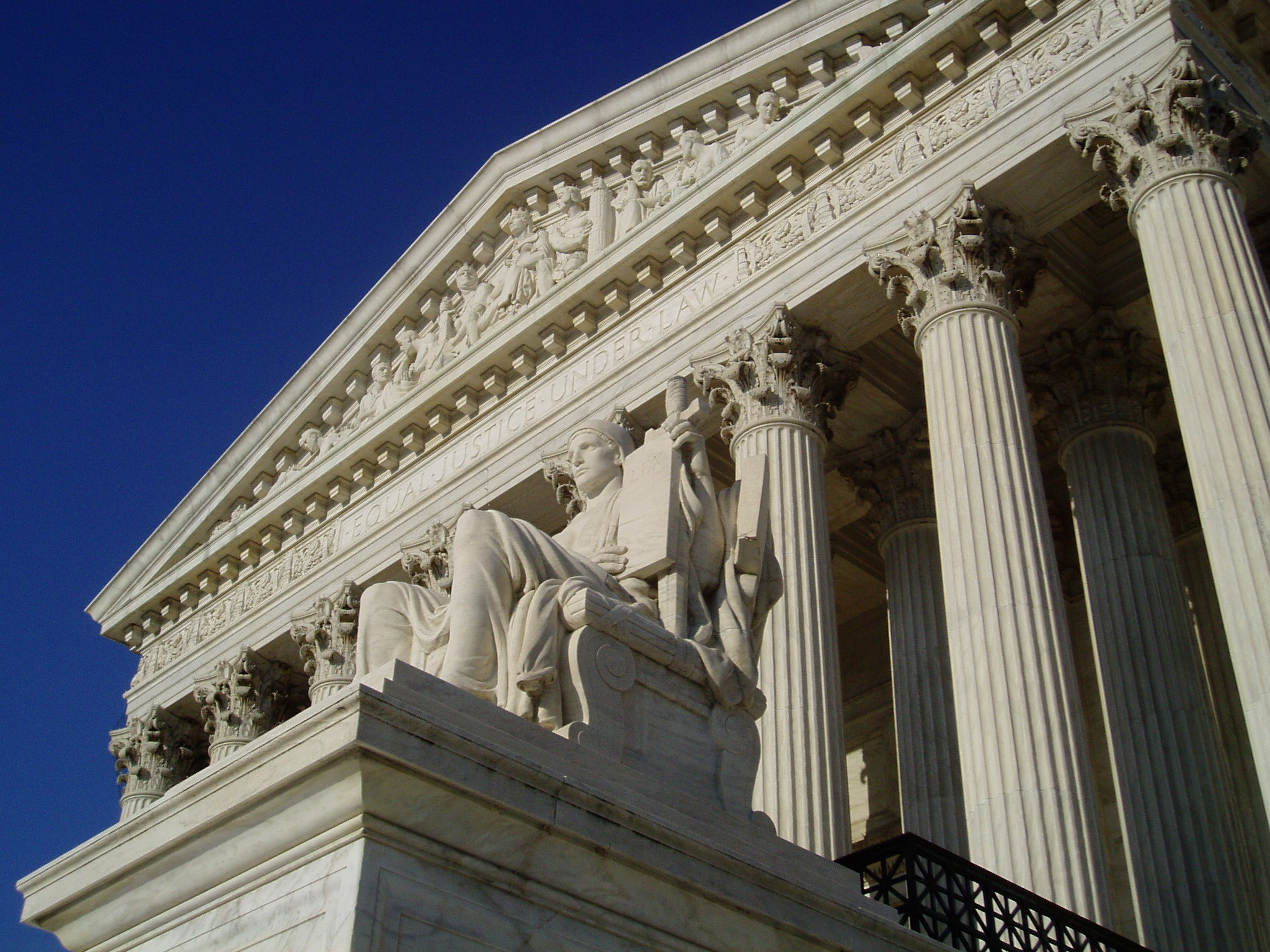
Authority of Law

Cass Gilberts Entwurf für das Gebäude und seine Umgebung umfasste eine große Anzahl und Vielfalt von realen und allegorischen Figuren.
- Die Sockel der Fahnenmasten und die bronzenen Türen an Vorder- und Rückseite von John Donnelly.
- Ostgiebel – Justice, the Guardian of Liberty von Hermon Atkins MacNeil
- Westgiebel – Equal Justice Under the Law von Robert Ingersoll Aitken. Diese Arbeit enthält sowohl das Porträt von Cass Gilbert, Dritter von links, als auch das Selbstporträt von Robert Ingersoll Aitken, Dritter von rechts.
- Sitzende Figuren – The Authority of Law (Südseite) and The Contemplation of Justice (Nordseite) von James Earle Fraser
- Friese im Gerichtssaal – Der Fries an der Südwand zeigt Gesetzgeber aus der Zeit vor der Geburt Christi: Menes, Hammurapi, Moses, Solomon, Lykurg, Solon, Drakon, Konfuzius und Augustus. Der Fries der Nordwand zeigt Gesetzgeber aus der Zeit nach der Geburt Christi: Justinian I., Mohammed, Karl der Große, Johann Ohneland, Ludwig IX. von Frankreich, Hugo Grotius, Sir William Blackstone, John Marshall und Napoleon. Die Figur des Mohammed hat Kontroversen hervorgerufen.
- Große Halle – Büsten von jedem der Chief Justices der Vereinigten Staaten in Nischen zu beiden Seiten der Halle. Diese Marmorbüsten werden regelmäßig vom Kongress bewilligt. Die Büste vom Obersten Richter Rehnquist wurde als letzte Büste am äußersten Ende der Nordseite der Halle direkt links neben der Tür zum Gerichtssaal aufgestellt.

## Besuch des Gerichtssaals
Alle Besucher des Gerichts müssen einen Metalldetektor durchqueren, etwaige Taschen werden durchleuchtet. Kameras sind im Gebäude grundsätzlich erlaubt, im Gerichtssaal sind jedoch alle Aufzeichnungsgeräte für Ton- und Bildaufnahmen verboten. Wenn das Gericht nicht tagt, können Besucher die Große Halle und die öffentlichen Bereiche im Erdgeschoss, einschließlich der Cafeteria und einem kleinen Kino, in dem ein Dokumentarfilm über die Geschichte des Gerichts gezeigt wird, betreten. Regelmäßig werden geführte Besichtigungen des Gerichtssaales, der sonst nicht zugänglich ist, angeboten. Hierfür gibt es einen bestimmten Bereich neben den Türen des Gerichtssaales.
Wenn das Gericht tagt, ist das Gebäude nicht öffentlich zugänglich. Die Anhörungen finden von Anfang Oktober bis Ende April im Zweiwochenrhythmus statt. Montags, dienstags und mittwochs gibt es um 10:00 und 11:00 Uhr jeweils eine einstündige Anhörung. Bei Bedarf wird auch nachmittags getagt. Die Sitzungstermine werden auf der Website des Gerichts veröffentlicht. Interessierte Besucher erhalten im Gerichtsbüro nummerierte Tickets, die jedoch nur als Platzhalter dienen und nicht den Zutritt garantieren. Der Gerichtssaal bietet zwar Platz für 250 Zuschauer, da in der Praxis aber häufig größere Studenten- oder Beamtengruppen teilnehmen und viele Besucher der ersten Anhörung den Saal nicht verlassen, sind die Plätze für die zweite Anhörung sehr knapp bemessen. Kurz vor der ersten Anhörung teilen die Aufsichtsbeamten die Menge in zwei Reihen auf. Eine für Besucher mit Eintrittskarte, die der gesamten Anhörung beiwohnen möchten und eine Reihe für Besucher, die jeweils fünf Minuten an der Rückseite stehen dürfen. Die Besucher müssen sich erheben, wenn die Richter den Gerichtssaal betreten oder verlassen und haben sich absolut ruhig zu verhalten. Schläfrige, laute oder anderweitig störende Besucher werden umgehend von Beamten in Zivil entfernt.